# 国際連合安全保障理事会決議5
国連安全保障理事会決議5（こくさいれんごうあんぜんほしょうりじかいけつぎ5、英: United Nations Security Council Resolution 5, UNSCR5）は、1946年5月8日に国際連合安全保障理事会で採択された決議。同決議は、イラン政府がソビエト連邦と協議し、同国に駐留するソ連軍に関する全情報についての報告書を国連に提出するまで、イランに駐留するソ連軍に関する決定を延期することを定めたもので、イランの代表および政府が撤兵を確認するまで時間を要することによる措置である。
採択はソ連が可能な限り迅速に撤退することを意図する一方でその撤兵が間に合わないことを考慮して国際連合安全保障理事会決議3で定められた本件に関する議事の進行中断期限である5月6日から2日経ってのことであった。
イランは撤兵確認に関する情報の受領が可能であると判明すれば即座に安全保障理事会に最終報告を提出することを並びに5月20日までにそれが不可能である場合には可能になる時期を報告することとし国連はそれに応じて即座にさらに必要な議事進行を検討することと定められた。
決議は10票の賛成でで採択されたが、ソ連は欠席した。

## 詳細
以下はその和訳。
安全保障理事会は、
1946年4月4日の決議［決議3（1946）］に従って提出された5月6日の予備報告の中で、イラン政府が行った、5月6日の時点でイラン全域からの全ソ連軍の撤退が完了したかどうかを述べることができないという声明を検討し、

以下のようにする事を決議する。
イラン全土からソ連軍が撤退したかどうかをイラン政府が公式代表を通じて確認する時間を確保するため、イランの件に関するさらなる手続きを延期すること。
イラン政府に対し、この問題に関する完全な報告書を、それを可能にする情報を入手次第直ちに安全保障理事会に提出するよう要請し、1946年5月20日までにそうした情報を入手できない場合は、その時点で入手可能な情報をその日のうちに報告すること。
要求された報告書をイラン政府から受領した後直ちに、どのような追加手続きが必要であるかを検討すること。